# Здание Имперского суда (Лейпциг)
Здание Имперского суда (нем. Reichsgerichtsgebäude) — судебное здание в немецком городе Лейпциг в федеральной земле Саксония, выстроенное в 1888—1895 годах для Имперского суда Германской империи. С 2002 года здесь заседает Федеральный административный суд Германии. Расположенное в Квартале музыки (нем. Musikviertel) в непосредственной близости от здания Новой ратуши, оно относится к наиболее узнаваемым достопримечательностям города.

## История
Лейпциг, выбранный месторасположением высшей судебной инстанции Германской империи, был по существу компромиссным вариантом из-за споров между Берлином и Мюнхеном. С другой стороны, уже с 1869 года в городе действовал Верховный коммерческий суд Северогерманского союза (нем. Bundesoberhandelsgericht) и с 1873 года — Имперский дисциплинарный суд (нем. Reichsdisziplinarhof); кроме того, Лейпцигский университет, известный своей традицией юридического образования, был в это время своего рода главной юридической профессиональной школой.
Для будущего здания Имперского суда был выделен обширный участок к юго-западу от исторического центра города, где ранее располагался Ботанический сад и напротив нового здания окружного суда нем. Amtsgericht и городского замка Плайсенбург (с 1905 года — Новая ратуша). Объявленный в 1885 году конкурс на постройку второго по значимости общественного здания страны (после Рейхстага) выиграли Людвиг Хофман и Петер Дюбвад из Берлина, предложившие монументально-сдержанное решение, ориентирующееся на лучшие образцы позднего итальянского Возрождения и французского барокко. После доработки проекта, коснувшейся, прежде всего, формы центрального купола и усиления декоративного характера фасада, здание было возведено в течение семи лет (1888—1895) под непосредственным руководством Дюбвада, впоследствии открывшим в Лейпциге собственное архитектурное бюро.
С момента открытия и вплоть до 1945 года здание использовалось по своему прямому назначению: как местопребывание Имперского суда, упразднённого по окончании Второй мировой войны. Кроме того, здесь располагались служебная квартира президента суда, Имперская прокуратура и Имперский дисциплинарный суд (до 1937 года).
После частичного разрушения в ходе бомбардировки города в 1943 году и последовавших восстановительных работ в бывшем здании суда в мае 1952 года была открыта новая постоянная экспозиция Музея изобразительных искусств, потерявшего в войне собственное здание на Аугустусплац. В Главном зале заседаний была организована выставка, посвящённая процессу о поджоге Рейхстага и получившая название Музея Георгия Димитрова. Прочие помещения использовались лейпцигским отделением Государственного архива Саксонии, Германским генеалогическим архивом, Географическим институтом, Географическим обществом и студией синхронизации ДЕФА.
Хотя изначально и предполагалось, что после объединения Германии в здании должен разместиться Федеральный верховный суд Германии, как своего рода преемник бывшего Имперского суда, однако Бундестаг в силу принципа равномерности распределения властных полномочий, из-за сопротивления судейского аппарата и исторической национал-социалистической «нагрузки» самого здания, оставил местопребыванием Верховного суда южногерманский Карлсруэ, уже давно и прочно ассоциирующийся с верховной судебной властью ФРГ. В Лейпциг был перенесён лишь 5-й штрафной сенат Верховного суда (15 февраля 2020 года был дополнительно создан 6 штрафной сенат). В качестве «компенсации» из Берлина, где вновь разместились основные органы федерального управления, в Лейпциг был переведён Федеральный административный суд Германии, для которого в 1998—2002 годах последовала комплексная реставрация здания Имперского суда. Торжественная церемония передачи здания Административному суду состоялась 12 сентября 2002 года.
В настоящее время часть помещений, такие как центральное фойе, обходные галереи и Большой зал заседаний открыты для свободного посещения (по рабочим дням до 16 часов; контроль на входе в здание). С 2007 года здесь на постоянной основе работает также небольшая выставка, посвящённая истории здания и его использованию в различные времена.

## Описание
Главный фасад судебного здания обращён на восток и выходит на площадь нем. Simsonplatz, названную в честь Эдуарда фон Симсона — первого президента Имперского суда, а также к улице нем. Harkortstraße. Имея в длину 126 метров, парадный фасад выделен внушительным центральным порталом наподобие античного храма с шестью 13-метровыми массивными колоннами коринфского ордера, поддерживающими классический фронтон с символическими фигурами, главная из которых — восседающая на троне богиня правосудия Юстиция с мечом, дарующая, либо толкующая закон. При этом правосудие изображено дополнительно в своих двух главных ипостасях: как освобождающая и как карающая сила. По сторонам, несколько выше фронтона — два малых купола, каждый из которых служит как бы основанием для размещающихся поверх имперских корон. Над зданием возвышается 68 метровый купол с четырьмя небольшими обелисками у своего основания, увенчанный фигурой Истины, держащей высоко над головой горящий факел. Эти три купола можно интерпретировать как своего рода зримую метафору идеальных властных отношений в Германской империи, где центральный купол — это обладающий всей полнотой власти император, над которым — лишь его просвещающая и наставляющая божественная истина, а малые купола с коронами, соответственно, символизируют имперскую законодательную (Рейхстаг) и имперскую исполнительную (Имперский суд) ветви власти. Завершает фасад балюстрада, дополнительно украшенная медальонами с изображением герба Германской империи.
Северный фасад здания суда, обращённый в сторону центра города и по центру выделенный ризалитом с корифскими полуколоннами, украшен поверху фигурами известных немецких правоведов: Эйке фон Репгова, Иоганна фон Шварценберга, Иоганна Якоба Мозера, Карла Готтлиба Свареца, Ансельма фон Фейербаха и Фридриха Карла фон Савиньи.
Также и южный фасад, ранее выходивший на площадь перед Новым концертным залом, получил особое скульптурное оформление с центральным ризалитом, увенчанном символической скульптурой Гостеприимства.
Обращённый к университетской библиотеке фасад наиболее скромен и увенчан медальонами с имперским гербом и фигурами орлов.
Внутреннее убранство, хотя и нацеленное на практическое использование сооружения, как и оформление внешних фасадов, следует матрице максимально помпезной официальной архитектуры так называемой вильгельмовской эпохи и поражает своим роскошеством. Скульптуры, витражи, настенная живопись и прочее художественное оформление были призваны зримо продемонстрировать величие Германской империи и символически обыгрывает судебную тематику. Особенно выделяется Большой зал заседаний, обшитый позолоченными деревянными панелями, украшенный живописью и витражными окнами работы Александра Линнеманна с гербами всех немецких городов с Высшими земельными судами.